# Uniestowo (przystanek kolejowy)
Uniestowo – zlikwidowany przystanek gryfickiej kolei wąskotorowej w Uniestowie, w województwie zachodniopomorskim, w Polsce.

## Historia
Przystanek Uniestowo zaczęła działać w 1907 r., gdy oddano do użytku linię kolei wąskotorowej (w ramach Gryfickiej Kolei Wąskotorowej) z Trzebiatowa do Dargosławia. Równocześnie pociągi kursowały do Gryfic. W 1991 r. zawieszono kursy na linii Dargosław – Trzebiatów, co spowodowało zamknięcie przystanku w Uniestowie. Tory zostały rozebrane bądź rozkradzione.